# Mibladen
Mibladen  (in arabo ميبلادن‎?) è un centro abitato e comune rurale del Marocco situato nella provincia di Midelt, regione di Drâa-Tafilalet. Conta una popolazione di 3 084 abitanti (censimento 2014).

## Geologia
Il Distretto minerario di Mibladen è il più importante e famoso sito estrattivo al mondo della vanadinite, un minerale contenente piombo e vanadio. Situato circa 25 km a Nord di Midelt, esso consta di depositi stratiformi ospitati in Calcari e Dolomie del Liassico o Giurassico inferiore, ritenuti di interesse industriale per l'estrazione di piombo e zinco, nonché di valenza scientifica per il rinvenimento in essi di minerali di interesse collezionistico come la già citata vanadinite, quali wulfenite, barite, galena, cerussite e molti altri.